# Dakhlet Nouadhibou (vik)
Dakhlet Nouâdhibou är en vik i Mauretanien.   Den ligger i regionen Dakhlet Nouadhibou, i den västra delen av landet, 300 km norr om huvudstaden Nouakchott.